# ジーラ・ジーラ
『ジーラ・ジーラ』（Yira,yira）とは、エンリケ・サントス・ディセポロ（Enrique Santos Discépolo）作曲のタンゴ。

## 概要
1930年発表である。
作曲者自作の厭世的な人生観が語られた歌詞がついて、かつ歌付きで演奏されることが多い曲である。
カルロス・ガルデルの歌唱に人気がある。
日本では、1960年度NHK紅白歌合戦で、藤沢嵐子が歌ったタンゴである。Todotango でも、藤沢嵐子のレコード録音がある。また、淡谷のり子のレパートリーにも、このジーラ・ジーラがある。